# Беттелини, Пьетро
Пьетро Беттелини (итал. Pietro Bettelini; 1763, Каслано, ныне Швейцария — 1829, Рим) — итальянский гравер.
Учился у Франческо Бартолоцци и Гаэтано Гандольфи, испытал также сильное влияние Рафаэло Моргена. Получил высокую оценку Торвальдсена, поручавшего Беттелини гравюры с ряда своих работ. К числу наиболее ценимых современниками гравюр Беттелини относились копии «Оплакивания» Андреа дель Сарто, «Ecce Homo» Корреджо, «Святого Иоанна» Доменикино, «Марии Магдалины» Бартоломео Скидоне, «Сивиллы Персидской» Гверчино, «Соломонова суда» Рафаэля.
Майкл Брайен, публикуя в 1816 г. свой «Словарь художников и граверов», писал в статье о Беттелини, что ради такого художника, чьи работы, несомненно, будут лишь возрастать в оценке, он готов нарушить правило о невключении в словарь здравствующих авторов.